# Ольський район
Ольський район (рос. Ольский район) — муніципальне утворення Магаданської області, в межах якого замість скасованого муніципального району утворено муніципальне утворення Ольський міський округ.
Адміністративний центр - селище міського типу Ола.

## Географія
Район розташований в басейні Колими на півдні Магаданської області.
Район тягнеться уздовж узбережжя Тауйської губи Охотського моря. Клімат суворий, постійні вітри, дощі, тумани. Середня температура влітку + 10-12 градусів, взимку -5-20 градусів, в континентальній частині до -45-50 градусів. До району відноситься острів Талан.

## Історія
Згідно з указом Петра Першого «Про знаходженні морського шляху на Камчатку» в 1713 році морське судно «Схід» під командуванням Никифора Тріски вирушило з Охотська в похід уздовж узбережжя Охотського моря. У середині липня цього року робиться запис про відвідини рибальського селища Ола. Це перша документальна згадка старовинного колимського поселення.
Історія Ольського району веде відлік від 4 січня 1926 року.

## Економіка
Основне населення проживає в прибережній смузі та в нижній течії річок в безпосередній близькості від моря. Це пов'язано з традиційними видами діяльності народів, що проживають в районі. В основному - це риболовля, полювання на морського звіра, диких копитних та хутрових звірів, оленярство.
Завдяки зусиллям кількох поколінь, в районі вирощується картопля, капуста, інші овочі, здатні рости в умовах короткого літа, низьких температур та вічної мерзлоти.